# 샨족
샨족(버마어:  ရှမ်းလူမျိုးို့, 중국어: 掸族, 병음: Shànzú) 또는 타이족(샨어: တႆး)은 동남아시아의 타이계 민족 집단이다. 샨족은 주로 미얀마의 샨 주에 살지만, 일부는 인접한 만달레이 구, 카친 주, 카인 주나 중국과 태국의 접경 지역에도 산다. 비록 신뢰할만한 인구 조사는 1935년 이래로 행해진 적이 없지만 샨족의 수는 약 600만 명으로 추정된다.
샨 주의 수도는 인구 약 15만 명의 작은 도시인 타웅지이다. 다른 주요 도시로는 시바우, 라시오, 켕퉁, 타치레이가 있다.

## 민족성
샨족은 4개의 주요 집단으로 나눌 수 있다.
1. 타이 야이(တႆးယႂ်ႇ): 샨 주에 산다.
2. 타이 르(တႆးလိုဝ်ႉ): 중국의 시솽반나와 샨 주 동부에 산다.
3. 타이 큰(တႆးၶိုၼ်): 켕퉁에 많이 산다.
4. 타이 느아(တႆးၼိူဝ်): 대개 중국의 더훙 다이족 징포족 자치주에 산다.

## 역사
타이-샨족은 중국의 윈난성에서 이주한 것으로 생각된다. 샨족은 타이롱 또는 타이야이로 알려진 오래된 타이족 분파의 후손이다. 타이-샨족은 남쪽으로 이주해 오늘날의 라오스와 태국에 정착해 타이노이로 알려지게 되었다. 샨족은 10세기부터 샨 고원 및 미얀마의 다른 지역에 살았다. 몽 마오의 샨족왕은 10세기 무렵부터 존재했지만 바간왕조의 아나우라타 왕(1044~1077) 치세 때 버마족의 속국이 되었다. 바간이 1287년에 몽골에게 멸망한 후에 타이-샨족은 재빨리 동남아시아 전역에 지배권을 획득했다.
13세기부터 16세기 사이에 미얀마 역사에서 많은 아바와 페구의 왕들이 샨족의 후손이었다. 아바의 왕과 페구의 왕은 이라와디강 계곡의 지배권을 놓고 다퉜다. 많은 샨족 국가와 아바가 고지 미얀마의 지배권을 놓고 다퉜다. 몽양과 모가웅은 샨족 국가들 중 가장 강력했다. 1527년에 몽양은 아바를 격퇴시켰고 1555년까지 고지 미얀마 전역을 지배했다.
버마의 왕 바인나웅은 1557년에 모든 샨족 국가들을 정복했다. 비록 샨족 국가들은 이라와디 계곡의 버마족 왕국에게 공물을 바치게 되었지만, 샨족의 사오파들은 고도의 자치권을 유지했다. 샨족 국가들은 버마족 왕에게 많은 인력을 공급했다. 샨족의 인력 없이 버마족 홀로 저지 미얀마, 시암 등에서 승리하기란 어려운 일이었다. 샨족은 1824~1826년의 제1차 영국-미얀마 전쟁 때 버마군의 중요한 일원으로서 용감하게 싸웠다. 1885년의 제3차 영국-미얀마 전쟁 이후 영국은 샨족 국가들을 지배하게 되었다.
2차 대전 이후 판롱 회의에서 샨족과 다른 소수민족 지도자들은 주요 버마족 지도자들과 협상하여 미얀마 연방의 일부로서 영국에 독립하는데 동의하였다. 1948년에 샨족 국가들은 새롭게 독립한 버마의 일부인 샨 주가 되었다.
네 윈 장군이 1962년에 쿠데타로 민주 정부를 전복시킨 후에 샨족의 사오파 체제는 폐지되었다.
미얀마 정부수립 이래로 샨족은 미얀마로부터 독립을 얻기 위해 무장 투쟁을 벌여왔으며 이로 인한 충돌과 내전이 이어지고 있다. 분쟁 중 버마군에게 마을이 습격받아 태국으로 망명하는 샨족 민간인들의 사례가 속출하고 있다. 분쟁과 별개로 버마 군정부에 의한 강제 노역과 인신매매를 피해 망명해오는 난민들도 있다. 와방(Wa)은 샨 주에 자리잡은 또다른 분리주의 지역인데 미얀마 측에서는 이들을 공식적으로 인정하지 않고 있음에도 샨족 무장단체와 싸우기 위해 이들 와족 무장단체와 수시로 협동한다.

## 문화
대부분의 샨족은 상좌부 불교를 믿으며, 미얀마의 4개 주요 불교 민족(버마족, 몬족, 라카인족, 샨족)의 하나를 이룬다. 샨족의 대부분은 샨어와 버마어를 둘 다 사용한다. 샨어는 약 500~600만 명이 사용하고, 태국어, 라오어와 관련이 있으며, 타이어파의 일부이다. 샨어는 미얀마의 샨 주와 카친 주의 일부, 사가잉 구의 일부, 윈난성의 일부, 매홍손 주와 치앙마이 주를 포함하는 북서부 태국의 일부에서 사용된다. 두 개의 주요 방언은 성조가 다르다. 센위 샨은 6개의 성조가 있지만 몽나이 샨은 5개가 있다. 샨 문자는 몬 문자를 개조한 것이다.

## 생활
일찍부터 벼농사를 짓는 농경민으로서 인공관개시설을 두고 물소의 노동력으로 쟁기를 끌어 경작한다. 벼 외에 옥수수나 두류, 사탕수수나 과일의 재배도 활발하다. 집은 모두 동남아시아 특유의 항상가옥(抗上家屋)이며, 마루밑은 축사로 많이 이용된다.

## 종교
버마족·타이족·라오족 등처럼 상좌부 불교를 믿으며 촌락에는 반드시 와트라는 사원이 있다. 샨족의 남성은 원칙적으로 평생 한 번은 승려로서 수행을 하게 되어 있으며, 승려의 권력도 매우 세다. 불교 외에 정령신앙도 깊다. 과거 남자에겐 문신을 하는 풍습이 있었지만, 현재는 대부분 사라졌다.

## 같이 보기
- 다이족
- 샨 주
- 샨 국수